# Michal Švec
Michal Švec (* 19. März 1987 in Prag) ist ein tschechischer Fußballspieler.

## Karriere
Michal Švec begann mit dem Fußballspielen bei Prager Verein SK Uhelné sklady, mit zehn Jahren wechselte er in die Jugend von Slavia Prag. Dort durchlief er alle Juniorenmannschaften, ehe er am 7. März 2004 mit 16 Jahren in der 1. Liga debütierte. Von diesem Zeitpunkt spielte das junge Talent regelmäßig, in der Saison 2004/05 kam Švec auf 22 Spiele. In der darauffolgenden Spielzeit machte der defensive Mittelfeldspieler wegen Verletzungsproblemen nur zehn Spiele, 2006/07 gehörte er jedoch wieder zur Stammformation.
Ende Januar 2008 wechselte Švec zum niederländischen Ehrendivisionär SC Heerenveen.